# A Game of Wits
A Game of Wits er en amerikansk stumfilm fra 1917 af Henry King.

## Medvirkende
- Gail Kane som Jeannette Browning.
- George Periolat som Cyrus Browning.
- Spottiswoode Aitken som Silas Stone.
- Lew Cody som Larry Caldwell.